# Lista de episódios de Mad Men

Logotipo da série.

A série dramática de época Mad Men, criada por Matthew Weiner, é estrelada por Jon Hamm como Don Draper, um publicitário da Madison Avenue. A série segue a vida pessoal e profissional de Draper e daqueles em seus círculos sociais. Mad Men estreou nos Estados Unidos em 19 de julho de 2007 pela AMC.

## Resumo
| Temporada | Temporada | Episódios | Episódios | Originalmente exibido | Originalmente exibido | Data de lançamentos em DVD e Blu-ray | Data de lançamentos em DVD e Blu-ray | Data de lançamentos em DVD e Blu-ray |
| Temporada | Temporada | Episódios | Episódios | Estreia da temporada  | Final da temporada    | Região 1                             | Região 2                             | Região 4                             |
| --------- | --------- | --------- | --------- | --------------------- | --------------------- | ------------------------------------ | ------------------------------------ | ------------------------------------ |
|           | 1         | 13        | 13        | 19 de julho de 2007   | 18 de outubro de 2007 | 1 de julho de 2008                   | 30 de junho de 2008                  | 26 de novembro de 2008               |
|           | 2         | 13        | 13        | 27 de julho de 2008   | 26 de outubro de 2008 | 14 de julho de 2009                  | 13 de julho de 2009                  | 19 de agosto de 2009                 |
|           | 3         | 13        | 13        | 16 de agosto de 2009  | 8 de novembro de 2009 | 23 de março de 2010                  | 26 de abril de 2010                  | 2 de junho de 2010                   |
|           | 4         | 13        | 13        | 25 de julho de 2010   | 17 de outubro de 2010 | 29 de março de 2011                  | 28 de março de 2011                  | 6 de abril de 2011                   |
|           | 5         | 13        | 13        | 25 de março de 2012   | 10 de junho de 2012   | 16 de outubro de 2012                | 5 de novembro de 2012                | 14 de novembro de 2012               |
|           | 6         | 13        | 13        | 7 de abril de 2013    | 23 de junho de 2013   | 5 de novembro de 2013                | 4 de novembro de 2013                | 7 de novembro de 2013                |
|           | 7         | 14        | 7         | 13 de abril de 2014   | 25 de maio de 2014    | 21 de outubro de 2014                | 3 de novembro de 2014                | 6 de novembro de 2014                |
|           | 7         | 14        | 7         | 5 de abril de 2015    | 17 de maio de 2015    | 13 de outubro de 2015                | 19 de outubro de 2015                | 5 de novembro de 2015                |

## Episódios

### 1.ª Temporada: 2007
| N.º na série | N.º na temp. | Título                    | Dirigido por        | Escrito por                                                             | Exibição original      | Audiência nos EUA (milhões) |
| ------------ | ------------ | ------------------------- | ------------------- | ----------------------------------------------------------------------- | ---------------------- | --------------------------- |
| 1            | 1            | "Smoke Gets in Your Eyes" | Alan Taylor         | Matthew Weiner                                                          | 19 de julho de 2007    | 1.65                        |
| 2            | 2            | "Ladies Room"             | Alan Taylor         | Matthew Weiner                                                          | 26 de julho de 2007    | 1.04                        |
| 3            | 3            | "Marriage of Figaro"      | Ed Bianchi          | Tom Palmer                                                              | 2 de agosto de 2007    | 1.07                        |
| 4            | 4            | "New Amsterdam"           | Tim Hunter          | Lisa Albert                                                             | 9 de agosto de 2007    | ASD                         |
| 5            | 5            | "5G"                      | Lesli Linka Glatter | Matthew Weiner                                                          | 16 de agosto de 2007   | ASD                         |
| 6            | 6            | "Babylon"                 | Andrew Bernstein    | Andre Jacquemetton & Maria Jacquemetton                                 | 23 de agosto de 2007   | ASD                         |
| 7            | 7            | "Red in the Face"         | Tim Hunter          | Bridget Bedard                                                          | 30 de agosto de 2007   | ASD                         |
| 8            | 8            | "The Hobo Code"           | Phil Abraham        | Chris Provenzano                                                        | 6 de setembro de 2007  | ASD                         |
| 9            | 9            | "Shoot"                   | Paul Feig           | Chris Provenzano & Matthew Weiner                                       | 13 de setembro de 2007 | 0.84                        |
| 10           | 10           | "Long Weekend"            | Tim Hunter          | Bridget Bedard, Andre Jacquemetton, Maria Jacquemetton & Matthew Weiner | 27 de setembro de 2007 | ASD                         |
| 11           | 11           | "Indian Summer"           | Tim Hunter          | Tom Palmer & Matthew Weiner                                             | 4 de outubro de 2007   | ASD                         |
| 12           | 12           | "Nixon vs. Kennedy"       | Alan Taylor         | Lisa Albert, Andre Jacquemetton & Maria Jacquemetton                    | 11 de outubro de 2007  | ASD                         |
| 13           | 13           | "The Wheel"               | Matthew Weiner      | Matthew Weiner & Robin Veith                                            | 18 de outubro de 2007  | ASD                         |

### 2.ª Temporada: 2008
| N.º na série | N.º na temp. | Título                        | Dirigido por        | Escrito por                                                            | Exibição original      | Audiência nos EUA (milhões) |
| ------------ | ------------ | ----------------------------- | ------------------- | ---------------------------------------------------------------------- | ---------------------- | --------------------------- |
| 14           | 1            | "For Those Who Think Young"   | Tim Hunter          | Matthew Weiner                                                         | 27 de julho de 2008    | 2.06                        |
| 15           | 2            | "Flight 1"                    | Andrew Bernstein    | Lisa Albert & Matthew Weiner                                           | 3 de agosto de 2008    | 1.33                        |
| 16           | 3            | "The Benefactor"              | Lesli Linka Glatter | Matthew Weiner & Rick Cleveland                                        | 10 de agosto de 2008   | 1.25                        |
| 17           | 4            | "Three Sundays"               | Tim Hunter          | Andre Jacquemetton & Maria Jacquemetton                                | 17 de agosto de 2008   | 1.07                        |
| 18           | 5            | "The New Girl"                | Jennifer Getzinger  | Robin Veith                                                            | 24 de agosto de 2008   | 1.47                        |
| 19           | 6            | "Maidenform"                  | Phil Abraham        | Matthew Weiner                                                         | 31 de agosto de 2008   | 1.46                        |
| 20           | 7            | "The Gold Violin"             | Andrew Bernstein    | Jane Anderson, Andre Jacquemetton, Maria Jacquemetton & Matthew Weiner | 7 de setembro de 2008  | 1.67                        |
| 21           | 8            | "A Night to Remember"         | Lesli Linka Glatter | Robin Veith & Matthew Weiner                                           | 14 de setembro de 2008 | 1.87                        |
| 22           | 9            | "Six Month Leave"             | Michael Uppendahl   | Andre Jacquemetton, Maria Jacquemetton & Matthew Weiner                | 28 de setembro de 2008 | 1.60                        |
| 23           | 10           | "The Inheritance"             | Andrew Bernstein    | Lisa Albert, Marti Noxon & Matthew Weiner                              | 5 de outubro de 2008   | 1.30                        |
| 24           | 11           | "The Jet Set"                 | Phil Abraham        | Matthew Weiner                                                         | 12 de outubro de 2008  | 1.50                        |
| 25           | 12           | "The Mountain King"           | Alan Taylor         | Matthew Weiner & Robin Veith                                           | 19 de outubro de 2008  | 1.40                        |
| 26           | 13           | "Meditations in an Emergency" | Matthew Weiner      | Matthew Weiner & Kater Gordon                                          | 26 de outubro de 2008  | 1.75                        |

### 3.ª Temporada: 2009
| N.º na série | N.º na temp. | Título                                 | Dirigido por             | Escrito por                                             | Exibição original      | Audiência nos EUA (milhões) |
| ------------ | ------------ | -------------------------------------- | ------------------------ | ------------------------------------------------------- | ---------------------- | --------------------------- |
| 27           | 1            | "Out of Town"                          | Phil Abraham             | Matthew Weiner                                          | 16 de agosto de 2009   | 2.76                        |
| 28           | 2            | "Love Among the Ruins"                 | Lesli Linka Glatter      | Cathryn Humphris & Matthew Weiner                       | 23 de agosto de 2009   | 1.90                        |
| 29           | 3            | "My Old Kentucky Home"                 | Jennifer Getzinger       | Dahvi Waller & Matthew Weiner                           | 30 de agosto de 2009   | 1.61                        |
| 30           | 4            | "The Arrangements"                     | Michael Uppendahl        | Andrew Colville & Matthew Weiner                        | 6 de setembro de 2009  | 1.51                        |
| 31           | 5            | "The Fog"                              | Phil Abraham             | Kater Gordon                                            | 13 de setembro de 2009 | 1.75                        |
| 32           | 6            | "Guy Walks Into an Advertising Agency" | Lesli Linka Glatter      | Robin Veith & Matthew Weiner                            | 20 de setembro de 2009 | 1.57                        |
| 33           | 7            | "Seven Twenty Three"                   | Daisy von Scherler Mayer | Andre Jacquemetton, Maria Jacquemetton & Matthew Weiner | 27 de setembro de 2009 | 1.73                        |
| 34           | 8            | "Souvenir"                             | Phil Abraham             | Lisa Albert & Matthew Weiner                            | 4 de outubro de 2009   | ASD                         |
| 35           | 9            | "Wee Small Hours"                      | Scott Hornbacher         | Dahvi Waller & Matthew Weiner                           | 11 de outubro de 2009  | ASD                         |
| 36           | 10           | "The Color Blue"                       | Michael Uppendahl        | Kater Gordon & Matthew Weiner                           | 18 de outubro de 2009  | ASD                         |
| 37           | 11           | "The Gypsy and the Hobo"               | Jennifer Getzinger       | Marti Noxon, Cathryn Humphris & Matthew Weiner          | 25 de outubro de 2009  | 1.72                        |
| 38           | 12           | "The Grown-Ups"                        | Barbet Schroeder         | Brett Johnson & Matthew Weiner                          | 1 de novembro de 2009  | 1.78                        |
| 39           | 13           | "Shut the Door. Have a Seat"           | Matthew Weiner           | Matthew Weiner & Erin Levy                              | 8 de novembro de 2009  | 2.32                        |

### 4.ª Temporada: 2010
| N.º na série | N.º na temp. | Título                            | Dirigido por        | Escrito por                               | Exibição original      | Audiência nos EUA (milhões) |
| ------------ | ------------ | --------------------------------- | ------------------- | ----------------------------------------- | ---------------------- | --------------------------- |
| 40           | 1            | "Public Relations"                | Phil Abraham        | Matthew Weiner                            | 25 de julho de 2010    | 2.92                        |
| 41           | 2            | "Christmas Comes But Once a Year" | Michael Uppendahl   | Tracy McMillan & Matthew Weiner           | 1 de agosto de 2010    | 2.47                        |
| 42           | 3            | "The Good News"                   | Jennifer Getzinger  | Jonathan Abrahams & Matthew Weiner        | 8 de agosto de 2010    | 2.22                        |
| 43           | 4            | "The Rejected"                    | John Slattery       | Keith Huff & Matthew Weiner               | 15 de agosto de 2010   | 2.05                        |
| 44           | 5            | "The Chrysanthemum and the Sword" | Lesli Linka Glatter | Erin Levy                                 | 22 de agosto de 2010   | 2.19                        |
| 45           | 6            | "Waldorf Stories"                 | Scott Hornbacher    | Brett Johnson & Matthew Weiner            | 29 de agosto de 2010   | 2.04                        |
| 46           | 7            | "The Suitcase"                    | Jennifer Getzinger  | Matthew Weiner                            | 5 de setembro de 2010  | 2.17                        |
| 47           | 8            | "The Summer Man"                  | Phil Abraham        | Lisa Albert, Janet Leahy & Matthew Weiner | 12 de setembro de 2010 | 2.31                        |
| 48           | 9            | "The Beautiful Girls"             | Michael Uppendahl   | Dahvi Waller & Matthew Weiner             | 19 de setembro de 2010 | 2.29                        |
| 49           | 10           | "Hands and Knees"                 | Lynn Shelton        | Jonathan Abrahams & Matthew Weiner        | 26 de setembro de 2010 | 2.12                        |
| 50           | 11           | "Chinese Wall"                    | Phil Abraham        | Erin Levy                                 | 3 de outubro de 2010   | 2.06                        |
| 51           | 12           | "Blowing Smoke"                   | John Slattery       | Andre Jacquemetton & Maria Jacquemetton   | 10 de outubro de 2010  | 2.23                        |
| 52           | 13           | "Tomorrowland"                    | Matthew Weiner      | Jonathan Igla & Matthew Weiner            | 17 de outubro de 2010  | 2.44                        |

### 5.ª Temporada: 2012
| N.º na série | N.º na temp. | Título                 | Dirigido por       | Escrito por                             | Exibição original   | Audiência nos EUA (milhões) |
| ------------ | ------------ | ---------------------- | ------------------ | --------------------------------------- | ------------------- | --------------------------- |
| 53 54        | 12           | "A Little Kiss"        | Jennifer Getzinger | Matthew Weiner                          | 25 de março de 2012 | 3.54                        |
| 55           | 3            | "Tea Leaves"           | Jon Hamm           | Erin Levy & Matthew Weiner              | 1 de abril de 2012  | 2.94                        |
| 56           | 4            | "Mystery Date"         | Matt Shakman       | Victor Levin & Matthew Weiner           | 8 de abril de 2012  | 2.75                        |
| 57           | 5            | "Signal 30"            | John Slattery      | Frank Pierson & Matthew Weiner          | 15 de abril de 2012 | 2.69                        |
| 58           | 6            | "Far Away Places"      | Scott Hornbacher   | Semi Chellas & Matthew Weiner           | 22 de abril de 2012 | 2.66                        |
| 59           | 7            | "At the Codfish Ball"  | Michael Uppendahl  | Jonathan Igla                           | 29 de abril de 2012 | 2.31                        |
| 60           | 8            | "Lady Lazarus"         | Phil Abraham       | Matthew Weiner                          | 6 de maio de 2012   | 2.29                        |
| 61           | 9            | "Dark Shadows"         | Scott Hornbacher   | Erin Levy                               | 13 de maio de 2012  | 2.13                        |
| 62           | 10           | "Christmas Waltz"      | Michael Uppendahl  | Victor Levin & Matthew Weiner           | 20 de maio de 2012  | 1.92                        |
| 63           | 11           | "The Other Woman"      | Phil Abraham       | Semi Chellas & Matthew Weiner           | 27 de maio de 2012  | 2.07                        |
| 64           | 12           | "Commissions and Fees" | Christopher Manley | Andre Jacquemetton & Maria Jacquemetton | 3 de junho de 2012  | 2.41                        |
| 65           | 13           | "The Phantom"          | Matthew Weiner     | Jonathan Igla & Matthew Weiner          | 10 de junho de 2012 | 2.70                        |

### 6.ª Temporada: 2013
| N.º na série | N.º na temp. | Título                  | Dirigido por       | Escrito por                             | Exibição original   | Audiência nos EUA (milhões) |
| ------------ | ------------ | ----------------------- | ------------------ | --------------------------------------- | ------------------- | --------------------------- |
| 66 67        | 12           | "The Doorway"           | Scott Hornbacher   | Matthew Weiner                          | 7 de abril de 2013  | 3.37                        |
| 68           | 3            | "The Collaborators"     | Jon Hamm           | Jonathan Igla & Matthew Weiner          | 14 de abril de 2013 | 2.66                        |
| 69           | 4            | "To Have and to Hold"   | Michael Uppendahl  | Erin Levy                               | 21 de abril de 2013 | 2.40                        |
| 70           | 5            | "The Flood"             | Christopher Manley | Tom Smuts & Matthew Weiner              | 28 de abril de 2013 | 2.38                        |
| 71           | 6            | "For Immediate Release" | Jennifer Getzinger | Matthew Weiner                          | 5 de maio de 2013   | 2.45                        |
| 72           | 7            | "Man with a Plan"       | John Slattery      | Semi Chellas & Matthew Weiner           | 12 de maio de 2013  | 2.36                        |
| 73           | 8            | "The Crash"             | Michael Uppendahl  | Jason Grote & Matthew Weiner            | 19 de maio de 2013  | 2.16                        |
| 74           | 9            | "The Better Half"       | Phil Abraham       | Erin Levy & Matthew Weiner              | 26 de maio de 2013  | 1.88                        |
| 75           | 10           | "A Tale of Two Cities"  | John Slattery      | Janet Leahy & Matthew Weiner            | 2 de junho de 2013  | 2.45                        |
| 76           | 11           | "Favors"                | Jennifer Getzinger | Semi Chellas & Matthew Weiner           | 9 de junho de 2013  | 2.17                        |
| 77           | 12           | "The Quality of Mercy"  | Phil Abraham       | Andre Jacquemetton & Maria Jacquemetton | 16 de junho de 2013 | 2.06                        |
| 78           | 13           | "In Care Of"            | Matthew Weiner     | Carly Wray & Matthew Weiner             | 23 de junho de 2013 | 2.69                        |

### 7.ª Temporada: 2014-15
Matthew Weiner anunciou que a sétima temporada seria a última da série. A temporada teve 14 episódios divididos em duas partes de 7 episódios. A primeira parte, intitulada de "The Beginning" estreou no dia 13 de abril de 2014, enquanto a segunda parte, intitulada "The End of an Era", estreou em 5 de abril de 2015.
| Parte 1: The Beginning     |    |                                |                    |                                     |                     |      |
| 79                         | 1  | "Time Zones"                   | Scott Hornbacher   | Matthew Weiner                      | 13 de abril de 2014 | 2.27 |
| 80                         | 2  | "A Day's Work"                 | Michael Uppendahl  | Jonathan Igla & Matthew Weiner      | 20 de abril de 2014 | 1.89 |
| 81                         | 3  | "Field Trip"                   | Christopher Manley | Heather Jeng Bladt & Matthew Weiner | 27 de abril de 2014 | 2.02 |
| 82                         | 4  | "The Monolith"                 | Scott Hornbacher   | Erin Levy                           | 4 de maio de 2014   | 2.14 |
| 83                         | 5  | "The Runaways"                 | Christopher Manley | David Iserson & Matthew Weiner      | 11 de maio de 2014  | 1.86 |
| 84                         | 6  | "The Strategy"                 | Phil Abraham       | Semi Chellas                        | 18 de maio de 2014  | 1.93 |
| 85                         | 7  | "Waterloo"                     | Matthew Weiner     | Carly Wray & Matthew Weiner         | 25 de maio de 2014  | 1.94 |
| Parte 2: The End of an Era |    |                                |                    |                                     |                     |      |
| 86                         | 8  | "Severance"                    | Scott Hornbacher   | Matthew Weiner                      | 5 de abril de 2015  | 2.27 |
| 87                         | 9  | "New Business"                 | Michael Uppendahl  | Tom Smuts & Matthew Weiner          | 12 de abril de 2015 | 1.97 |
| 88                         | 10 | "The Forecast"                 | Jennifer Getzinger | Jonathan Igla & Matthew Weiner      | 19 de abril de 2015 | 1.87 |
| 89                         | 11 | "Time & Life"                  | Jared Harris       | Erin Levy & Matthew Weiner          | 26 de abril de 2015 | 1.77 |
| 90                         | 12 | "Lost Horizon"                 | Phil Abraham       | Semi Chellas & Matthew Weiner       | 3 de maio de 2015   | 1.79 |
| 91                         | 13 | "The Milk and the Honey Route" | Matthew Weiner     | Carly Wray & Matthew Weiner         | 10 de maio de 2015  | 1.87 |
| 92                         | 14 | "Person to Person"             | Matthew Weiner     | Matthew Weiner                      | 17 de maio de 2015  | 3.29 |